# 帕拉达号防护巡洋舰 (1899年)
帕拉达号防护巡洋舰（俄语：Паллада，又意译而称为智慧女神号防护巡洋舰）为俄罗斯帝国建造的帕拉达级防护巡洋舰首舰。帕拉达号建成即与姊妹舰狄安娜号前往旅顺港（俄方称亚瑟港）并编入太平洋舰队。日俄战争爆发时，帕拉达号参加了旅顺口海战及黄海海战，最后在旅順會戰中受日本陆军重炮轰击而坐沉。
1905年1月，日军占领旅顺后，将帕拉达号打捞起来，进行了修复和改装，并根据重新命名为津轻（日语：津軽つがる），编列为二等巡洋舰。1922年津轻变更类别为布雷舰，1924年作为靶舰击沉。
本舰俄国名字“帕拉达”来源于罗马神话智慧女神帕拉斯的俄语名字。日本名字“津轻”来源于津轻海峡。在向明治天皇申报时，备用名字还有函館、春驹、勿来。

## 建造背景及概述
帕拉达级设计之初，主要是用于在开阔洋面、尤其是在远东进行商路破袭战。俄国方面一开始打算购买外国的设计，最后还是决定下来使用俄国自己的设计方案。
帕拉达级作为一款防护巡洋舰，防护比较薄弱，帕拉达号也不例外。本舰1895年即开始建造，经过漫长的建造过程，才终于在1899年下水；1901年11月2日，最终舾装完毕。由于建造延宕，本舰建成之时即已告过时。俄国同一时期购买、接收的一批外国建造的巡洋舰即比帕拉达号更快（如美国造的瓦良格号，1901年初入役，最高航速23节）。

## 舰历

### 俄国海军服役期间
帕拉达号1895年12月1日在圣彼得堡海军部造船厂开始建造，1899年8月28日，建造将近4年后才下水。1901年5月，帕拉达号进入俄国海军服役；同年11月2日最终舾装完成。1902年10月，与前无畏舰列特维赞号、姊妹舰狄安娜号（又译“狩猎女神号”）一同前往旅顺，1903年5月（俄历4月）抵达并加入太平洋舰队。
帕拉达号和狄安娜号在旅顺没有得到什么好脸色。俄国远东海陆军总司令叶夫根尼·伊万诺维奇·阿列克塞耶夫海军上将直指两舰由于多年延误，在所有方面都大幅落后于其对手，而且建造质量也不高，诸多地方存在问题。两舰航海性能也未能尽人意，虽然合同要求达到20节，但全速航行时舰艏会大幅度没入水中。俄军官兵讥讽两舰为“（俄国）国内发明的女神（俄语：богинями отечественного изобретения）”，私底下则戏称为“帕拉什卡（俄语：Палашка）”和“达什卡（俄语：Дашка）”。
从1901年起，日本与俄国就双方在满洲地区和朝鲜半岛的势力范围的划分展开了一系列会谈，但进展甚微。1903年，俄国政府多次拒绝了日本对于满洲权益的提议，使得日本方面大为光火。1903年底，日本方面认定已经不再有谈判的意义，战争已经迫在眉睫。考虑到战争随时都有可能爆发，太平洋舰队旅顺分舰队的主力舰将锚地转移到了旅顺港外港，一旦日本出兵登陆朝鲜，俄国舰队随时可以出动。
1904年2月8-9日夜间，日本对俄国不宣而战，出动驱逐舰对停泊在旅顺港的俄国舰队发动鱼雷攻击，日俄战争爆发。2月9日00:28，领航的白雲发射的鱼雷命中了帕拉达号，帕拉达号中部中雷起火；同一队编队的3号舰霞号向帕拉达号和另一艘“有两根长主桅、3根烟囱的大型舰艇”各发射了一枚鱼雷；最后的晓号则分别向已经中雷的列特维赞号和帕拉达号各发射一枚鱼雷，其中向列特维赞号射击的那枚鱼雷由于是在极近距离内发射，能确切确认命中了目标。随后陆续有日军驱逐舰潜入并进行鱼雷攻击。当晚日本的夜袭只取得了比较有限的战果，帕拉达号中部左舷受到一枚鱼雷命中，煤舱起火，除此之外没有什么大的损伤。9日早上，日本联合舰队司令长官东乡平八郎海军中将判断俄军舰队受到鱼雷攻击后已经重创、陷入混乱，于是率领主力闯入旅顺港，用主炮对旅顺港岸防炮台进行炮击，而只用副炮攻击俄国舰队。然而俄国舰队并没有如日军高层指挥官预料的那样不堪一击，全舰包括帕拉达号在内对日舰进行了反击。日军的副炮对于俄舰并没有起到太大的杀伤作用，使得俄舰可以持续进行还击。
同年8月，日本陆军在地面战场上已经将战线推进到离旅顺港不远处，陆军的重炮已经可以对港内俄国舰队进行炮击。俄国高层深感第一太平洋舰队（俄国从波罗的海舰队抽调舰艇组成第二太平洋舰队后，原太平洋舰队改称第一太平洋舰队）旅顺分舰队已经暴露在敌军火力之下，责成威廉·维特捷夫特海军少将率领舰队从速突围。港内俄舰8月10日07：00开始起航，准备突围，而日军舰队在中午拦截住俄军舰队，黄海海战爆发。战斗中帕拉达号受到一枚鱼雷命中，但依然可以依靠自身的动力撤回旅顺港。这也是出战的俄国舰艇中唯一一艘返回旅顺的巡洋舰。
返回旅顺港后，帕拉达号再未有积极的行动。和其他俄舰的情况一样，俄军从帕拉达号上拆卸下部分火炮上陆，并征调部分水手协助陆地上的防御。1904年12月5日，日军在付出惨重的伤亡代价后，终于夺下了203高地。同一天，日军迅速在203高地设立了炮兵观察所，从此日军对港内的炮击不再是盲射，而是可以修正着弹点。12月9日，帕拉达号受到了日军280毫米重炮的集中轰击，坐沉在港内。

### 日本海军服役期间

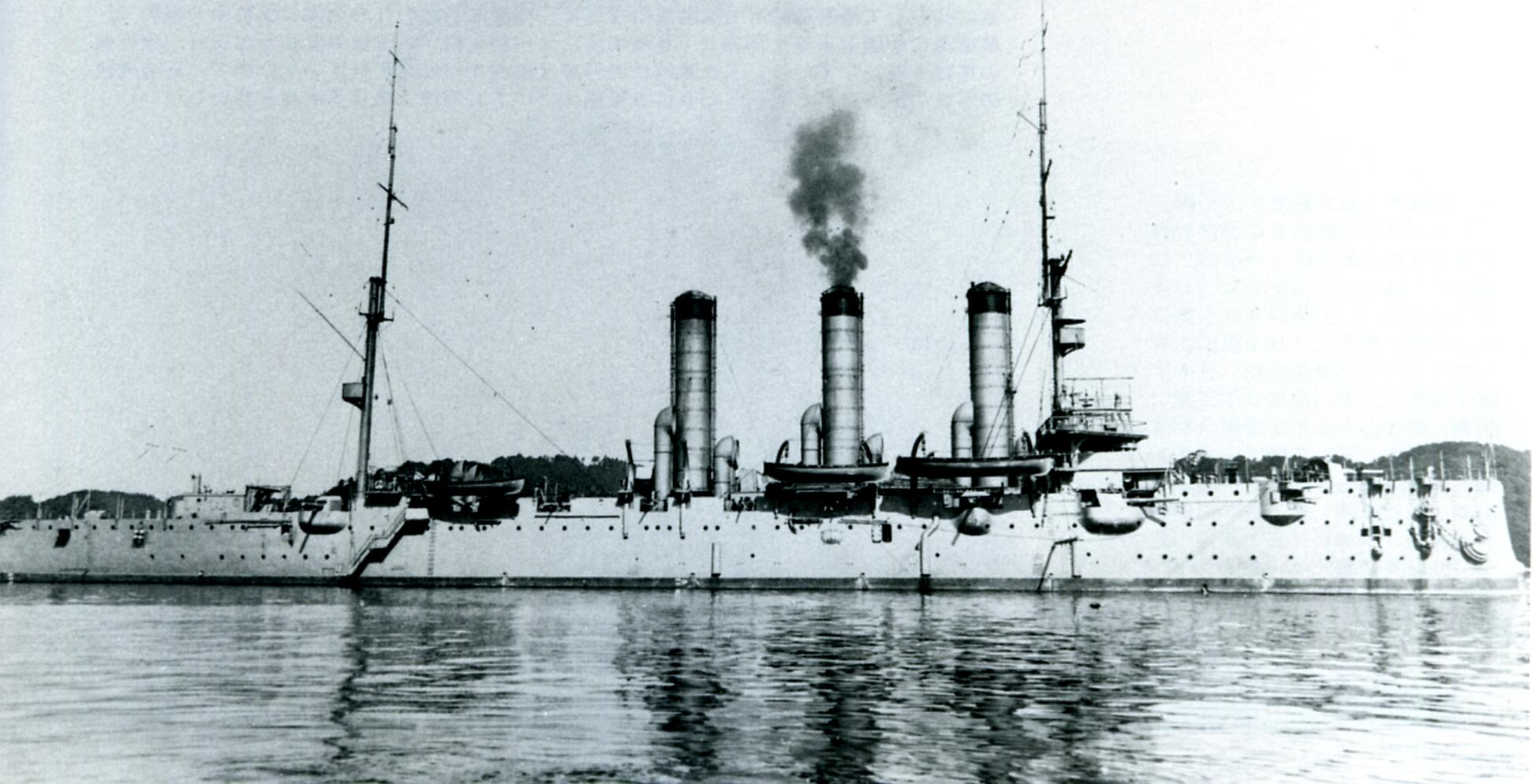
津轻号，1918年

1905年1月1日，旅顺陷落，日军随即捕获了帕拉达号。同年7月4日，日本海军着手打捞帕拉达号的工作。8月12日，打捞作业成功。同月22日，编入日本海军舰籍，并更名为“津轻”；编列为二等巡洋舰，入佐世保镇守府籍。
1906年6月25日，津轻由海防舰鎮遠拖曳，从旅顺出发，驱逐舰夕暮进行护卫。29日，三舰抵达佐世保。
1908年，津轻经过大修重新返回现役。
1911年，津轻改用作轮机训练舰。
1914年，津轻参加了第一次世界大战。1915-1918年，津轻接受了大幅度的改装，成为布雷舰。1920年（大正9年）4月1日，津轻和阿苏、胜力三舰一同正式列为布雷舰。
1922年（大正11年）4月1日，日本方面将津轻除籍，同时从军舰列表除去，转为杂役船。
1924年（大正13年）3月18日，横须贺镇守府司令长官堀内三郎申请将老旧的津轻报废，该申请获得了批准。5月27日，已列入废舰的本舰在猿島附近自沉。

## 历任舰长

### 俄国舰长
不详

### 日本舰长
下表系根据《日本海軍史》第9、10卷《将官履歴》，以及《官報》进行整理。
- 森義臣 海军大佐：1910年4月9日 - 6月25日
- 臼井幹藏 海军大佐：1910年6月25日 - 1910年9月28日
- 田所广海 海军大佐：1910年9月28日 - 1911年5月23日
- 千坂智次郎 海军大佐：1911年5月23日 - 1912年3月1日
- 吉岛重太郎 海军大佐：1912年3月1日 - 1913年4月1日
- 南里団一 海军大佐：1913年11月5日 - 1914年8月18日
- 佐野常羽 海军大佐：1914年12月1日 - 1916年4月4日
- 伊集院俊 海军大佐：1916年4月4日 - 6月8日
- 原口房太郎 海军大佐：1916年6月8日 - 12月1日
- 四竈孝辅 海军大佐：1916年12月1日 - 1917年2月21日
- 大見丙子郎 海军大佐：1917年2月21日 - 12月1日
- 橋本虎六 海军大佐：1917年12月1日[27] - 1918年7月23日[28]
- 迎邦一 海军中佐：1918年7月23日[28] - 12月1日[29]
- 迎邦一 海军大佐：1918年12月1日[29] - 1919年11月20日[30]
- 山崎正策 海军大佐：1919年12月1日[31] - 1920年7月26日[32]
- 三上良忠 海军大佐：1920年7月26日 - 1921年11月26日
- （兼）吉富新八 海军大佐：1921年11月26日[33] -

## 同级舰
- 狄安娜号（狩猎女神号）
- 阿芙乐尔号（曙光女神号）